# Monolith of Doubt
Monolith of Doubt – singel grupy After Forever wydany w 2002 roku.

## Lista utworów
1. "Monolith of Doubt (Single Version)" – 3:33
2. "For The Time Being" – 5:06
3. "Forlorn Hope" – 6:22
4. "Imperfect Tenses (Orchestral Version)" – 4:06

## Twórcy
- Floor Jansen – wokal
- Mark Jansen – gitara, growl
- Sander Gommans – gitara
- Luuk van Gerven – gitara basowa
- Lando van Gils – keyboard
- Andre Borgman – perkusja